# Jimmy Mackay
James Birrell „Jimmy” Mackay (ur. 19 grudnia 1943, zm. 11 grudnia 1998) – australijski piłkarz pochodzenia szkockiego. Grał na pozycji pomocnika.

## Kariera klubowa
Jimmy Mackay rozpoczął karierę w Bonnyrigg Rose Athletic na początku lat sześćdziesiątych. Potem w 1964 roku przeszedł do Airdrieonians. W 1965 roku wyjechał do Australii do Melbourne Croatia. W klubie z Melbourne grał do 1972 roku i zdobył w tym czasie mistrzostwo Victorian Premier League w 1968 oraz puchar Victorian State League w 1971 roku. W latach 1973–1974 występował w klubie Hakoah Eastern Suburbs, a w latach 1975–1977 w South Melbourne. Z South Melbourne zdobył mistrzostwo Victorian Premier League w 1976 roku. Karierę zakończył w 1979 roku w Shepparton United.

## Kariera reprezentacyjna
Jimmy Mackay zadebiutował w reprezentacji 10 listopada 1970 w wygranym 1-0 meczu z Izraelem w Tel Awiwie. W 1973 Australia awansowała po raz pierwszy w historii do Mistrzostw Świata 1974, a Mackay uczestniczył w eliminacjach. Na turnieju w RFN Mackay wystąpił we wszystkich trzech meczach z NRD, RFN i Chile. Mecz z Chile był jego ostatnim w reprezentacji. Ogółem w latach 1967–1974 wystąpił w 27 spotkaniach i strzelił 5 bramek.

## Śmierć
Jimmy Mackay zmarł 11 grudnia 1998 na atak serca.